# ساختمان بانک شاهی اصفهان
ساختمان بانک شاهی اصفهان به عنوان شعبه مرکزی استان اصفهان بود. این ساختمان که مربوط به دوره پهلوی اول بود واقع در، خیابان سپه، نرسیده به میدان نقش جهان بنا شده و این اثر در تاریخ ۲۳ شهریور ۱۳۸۲ با شمارهٔ ثبت ۱۰۲۲۴ به‌عنوان یکی از آثار ملی ایران به ثبت رسیده است.

## معماری بنا
ساختمان بانک شاهی اصفهان که هم‌اکنون بانک تجارت نامیده می‌شود، به تقلید از ساختمان بانک شاهی ایران در تهران طراحی شده و معمار آن فردی به نام بشارتی بود. ساختمان بانک شاهی اصفهان، از آجر استفاده شده و سنتوری یونانی و دودکش‌های روی شیروانی نشانه‌هایی از تأثیر معماری غربی را در معماری ایران نشان می‌دهند.